# Pavel Reiman
Paul Reimann, später tschechisch Pavel Reiman (* 12. Oktober 1902 in Brünn, Österreich-Ungarn; † 1. November 1976 in Prag, Tschechoslowakei), war ein tschechischer Germanist, Redakteur, Literaturhistoriker und Schriftsteller, der gemeinsam mit Eduard Goldstücker an der Organisation der Kafka-Konferenz in Liblice im Jahr 1963 beteiligt war.

## Leben
Paul Reimann wurde am 12. Oktober 1902 in Brünn, dem heutigen Brno, geboren. Seine Mutter war Ernestine Reimann, geborene Rischawá. Sein Vater Josef Reimann war Miteigentümer einer Zementfabrik in Brünn, er starb nach einer Operation im Jahr 1910 in Wien.
Im Jahr 1920 machte Reimann seinen Abschluss am ersten staatlichen Gymnasium in Brünn. Danach studierte er von 1921 bis 1923 an der  Universität in Leipzig die Fächer Germanistik und Philosophie. Reimann war seit 1921 Mitglied der KPD und der Kommunistischen Studentenfraktion (Kostufra). Er gehörte von 1921 bis 1923 deren Reichsleitung als Vertreter für Leipzig an. 1923 begab er sich zurück zu seiner Mutter nach Prag, da man ihm mitgeteilt hatte, dass sie im Sterben lag. Nach Ernestines Tod nahm ihn seine kinderlose Tante Julia Krause bei sich auf und kümmerte sich um ihn. Reimann hatte geplant, sein Studium an der Universität in Prag fortzuführen; da er jedoch weiterhin politisch aktiv blieb, geriet sein Studium ins Stocken.
In Prag schloss er sich der Komunistická strana Československá, kurz KSČ, an. In den Jahren von 1924 bis 1926 betätigte er sich als Redakteur der Československá komunistická korespondence, kurz ČKK. Im Anschluss daran war er als Chefredakteur der Parteizeitung „Vorwärts“ für die Region Reichenberg und als Mitglied der dortigen Kreisleitung tätig. Nachdem Reimann 1928 als führender deutscher Vertreter die linke Fraktion der KPČ auf dem VI. Weltkongress der Komintern vertrat, wurde er 1929 zum Kandidaten des Politbüros gewählt. In der Folge wurde er als Vertreter der KPČ in der Komintern nach Moskau delegiert. Des Weiteren war er von 1929 bis 1931 Kandidat  des Exekutivkomitees der Kommunistischen Internationale (EKKI) und des Politsekretariats des EKKI. Zeitgleich dazu wurde er in die Redaktion der „Kommunistischen Internationalen“ aufgenommen. Er schloss sich der radikalen, moskau- und kominternorientierten Gruppe um Klement Gottwald an, die später unter dem Beinamen Buben von Karlín („karlínští kluci“) in die Geschichte einging. Auf dem V. Parteitag der KPČ im Februar 1929 übernahmen diese jungen Funktionäre die Macht in der KPČ.
Aufgrund des Vorwurfs des „rechtsopportunistischen Verhaltens“ zur Politik der KPD wurde Reimann im Jahr 1931 aus dem EKKI abberufen. Infolgedessen wurde er 1931/32 Chefredakteur des theoretischen Organs der KPČ „Kommunistische Revue“ und Leiter der Agitpropabteilung des Zentralkomitees, kurz Agitprop ZK. Im Jahr 1932/33 wurde ihm der Vorwurf „rechter Abweichung in der Einheitsfrontpolitik“ („Guttmann-Reimann Abweichung“) gemacht, daraufhin beorderte man ihn nach Moskau.
Grund für diesen Vorwurf waren seine kritischen Äußerungen zur Politik der KPD, wonach diese die „Faschistische Bedrohung“ unterschätze und mangelnde Bemühungen zeige, ein antifaschistisches Bündnis mit der SPD einzugehen. In Moskau arbeitete er im EKKI, wo er erneut aufgrund „rechter Abweichungen“ kritisiert wurde.
Im Jahr 1936 kehrte er aus Moskau in die Tschechoslowakei zurück. Dort beteiligte er sich aktiv am politischen wie kulturellen Leben der reichsdeutschen Emigration. So war er Mitarbeiter der „Rundschau“, des „Gegen-Angriffs“ und weiterer Emigrationsblätter. Des Weiteren gehörte er ab 1938/39 dem Nachrichtenapparat der nun illegalen KPČ an. Nach der Errichtung des  Protektorats Böhmen und Mähren durch die Deutschen im März 1939 emigrierte Reimann im April 1939 über Polen nach Großbritannien. In Großbritannien beteiligte er sich am politischen Leben der tschechoslowakischen Emigranten und wurde Redakteur des Presseorgans „Einheit“ der Gruppe um den deutschen KPČ-Funktionär Gustav Beuer.
Nach Ende des Zweiten Weltkrieges kehrte Reimann im Dezember 1945 nach Prag zurück und war dort bis 1948 Leiter der Auslandsabteilung des ZK der KPČ. Danach war er Mitarbeiter des Agitprop des ZK und wurde für die Kulturpolitik der KPČ mitverantwortlich gemacht. Er wurde zur verlängerten Hand von Rudolf Slánský erklärt. Im Jahr 1952 wurde er gezwungen, als Zeuge im Slánský-Prozess auszusagen. Er wurde aller Posten enthoben und kam als Mitarbeiter in das Institut für Geschichte der KPČ. In dieser für ihn schweren Zeit schrieb er sein Buch „Hauptströmungen der deutschen Literatur 1750–1848“, das zunächst 1956 in der DDR und erst im Jahr 1958 in der Tschechoslowakei erschien. Von 1962 bis 1968 war er Direktor des Instituts.
1963 war er gemeinsam mit Eduard Goldstücker entscheidend an der Organisation der Kafka-Konferenz in Liblice beteiligt. Im Jahr 1965 beteiligte er sich als Vorsitzender des Ausschusses der Germanisten maßgeblich an der Prager Konferenz über die deutsche Literatur. Beide Konferenzen ergaben eine Neubewertung der Prager deutschen Literatur.
Reimann war 1968 in der tschechoslowakischen Erneuerungsbewegung aktiv und gehörte zu den Kritikern der sowjetischen Intervention vom August desselben Jahres. Im Mai 1969 wurde er noch zum Professor für deutsche Literatur an die Prager Karls-Universität berufen, jedoch bereits 1970 aus der KPČ ausgeschlossen und mit Berufsverbot belegt. Er erhielt zusätzlich ein Publikationsverbot, seine Bücher wurden aus der Bibliothek entfernt. Aus Protest gegen die DDR, welche den Einmarsch der Sowjetunion in die ČSSR am 21. August 1968 unterstützt hatte, gab Reimann seinen Ehrendoktortitel der Leipziger Karl-Marx-Universität zurück.
Paul Reimann starb am 1. November 1976 in Prag. Der 1930 geborene Historiker Michal Reiman ist sein Sohn.

## Publikationen
- Schiller Seff und die Geschichte der Nordböhmischen Arbeiterbewegung, Reichenberg 1928
- Geschichte der Kommunistischen Partei der Tschechoslowakei, Berlin 1931
- Das Grossdeutschtum und die böhmischen Kulturtraditionen, London 1944
- Hauptströmungen der deutschen Literatur 1750–1848; Beiträge zu ihrer Geschichte und Kritik, Berlin 1956
- Von Herder bis Kisch. Studien zur Geschichte der deutsch-österreichisch-tschechischen Literaturbeziehungen, Berlin 1961
- Ve dvacátých letech: Vzpomínky, Praha 1966
- Franz Kafka aus Prager Sicht, mit Eduard Goldstücker, František Kautman, Academia, Prag 1966.
- Tečka za Mnichovem, illustriert von Adolf Born, Naše vojsko, Praha 1968.